# 威斯康星群島
威斯康星群島（英語：Wisconsin Islands），是南極洲的群島，處於拉戈島東北面1.9公里，屬於迪羅克群島的一部分，由威斯康星大學麥迪遜分校命名，現時由南極條約體系管理。